# Сантіагу-ду-Касен
Сантіа́гу-ду-Касе́н (порт. Santiago do Cacém; МФА: [sɐ̃.ti.ˈa.gu du kɐ.ˈsɐ̃j], Сантіа́гу-ду-Касе́йн) — муніципалітет і місто в Португалії, в окрузі Сетубал. Розташований у південно-західній частині країни, на березі Атлантичного океану, на теренах історичної португальської провінції Ештремадура. Належить до Сетубальської діоцезії Католицької церкви в Португалії. Права міського самоврядування має з 1186 року. Поділяється на 8 парафій. За адміністративним поділом, чинним до 1976 року, був складовою провінції Нижнє Алентежу. Площа муніципалітету — 1059,77 км², населення муніципалітету — 6403 ос. (2011); густота населення — 6,04 осіб/км²
. Патрон — святий Яків. Святковий день муніципалітету — 25 червня. Поштовий індекс — 7540.  Код місцевої адміністративної одиниці — 1509. Складова статистичного регіону Алентежу.

## Назва
- Сантіагу-ду-Касен (порт. Santiago do Cacém, стара орфографія: порт. São Thiago do Cacem) — сучасна португальська назва.

## Географія
Сантіагу-ду-Касен розташований на заході Португалії, на півдні округу Сетубал.
Сантіагу-ду-Касен межує на півночі з муніципалітетом Грандола, на північному сході — з муніципалітетом Феррейра-ду-Алентежу, на сході — з муніципалітетом Алжуштрел, на півдні — з муніципалітетами Оріке і Одеміра, на заході — з муніципалітетом Сінеш. На заході омивається водами Атлантичного океану.
Єдиний муніципалітет у всьому Алентежу, що у своєму підпорядкуванні має два міста.

## Історія
Перша згадка про Сантіагу-ду-Касен датована 1186 роком.
1512 року португальський король Мануел I надав Сантіагу-де-Касену форал, яким визнав за поселенням статус містечка та муніципальні самоврядні права.
Статус міста — з 1991 року.

## Населення
| Кількість мешканців | Кількість мешканців | Кількість мешканців | Кількість мешканців | Кількість мешканців | Кількість мешканців | Кількість мешканців | Кількість мешканців | Кількість мешканців | Кількість мешканців | Кількість мешканців | Кількість мешканців | Кількість мешканців | Кількість мешканців | Кількість мешканців |
| ------------------- | ------------------- | ------------------- | ------------------- | ------------------- | ------------------- | ------------------- | ------------------- | ------------------- | ------------------- | ------------------- | ------------------- | ------------------- | ------------------- | ------------------- |
| 1864                | 1878                | 1890                | 1900                | 1911                | 1920                | 1930                | 1940                | 1950                | 1960                | 1970                | 1981                | 1991                | 2001                | 2011                |
| 4 439               | 4 841               | 5 628               | 7 738               | 12 057              | 15 001              | 21 030              | 26 104              | 29 719              | 35 088              | 5 905               | 88 052              | 85 768              | 79 012              | 78 764              |

## Парафії
- Абела
- Алваладе (порт. Alvalade) (селище з 1510 року)
- Серкал-ду-Алентежу (порт. Cercal do Alentejo) (селище з 1991 року)
- Ермідаш-Саду (порт. Ermidas-Sado) (селище з 2001 року)
- Санта-Круж (порт. Santa Cruz)
- Сантьяґу-ду-Касень (порт. Santiago do Cacém)
- Сан-Бартоломеу-да-Серра (порт. São Bartolomeu da Serra)
- Сан-Домінгуш (порт. São Domingos)
- Сан-Франсішку-да-Серра (порт. São Francisco da Serra)
- Вале-де-Агуа (порт. Vale de Água)
- Віла-Нова-де-Санту-Андре (порт. Vila Nova de Santo André) (місто з 2003 року)

## Економіка, побут, транспорт
Економіка муніципалітету представлена харчовою промисловістю, сільським господарством, торгівлею, транспортом, рибальством і туризмом.
Серед архітектурних пам'яток особливе місце займає фортеця (порт. Castelo de Santiago do Cacém).
Місто як і муніципалітет в цілому має добре розвинуту транспортну мережу, з'єднане з Лісабоном та Алгарве платною швидкісною автомагістраллю А-2, має залізничну станцію.

## Галерея

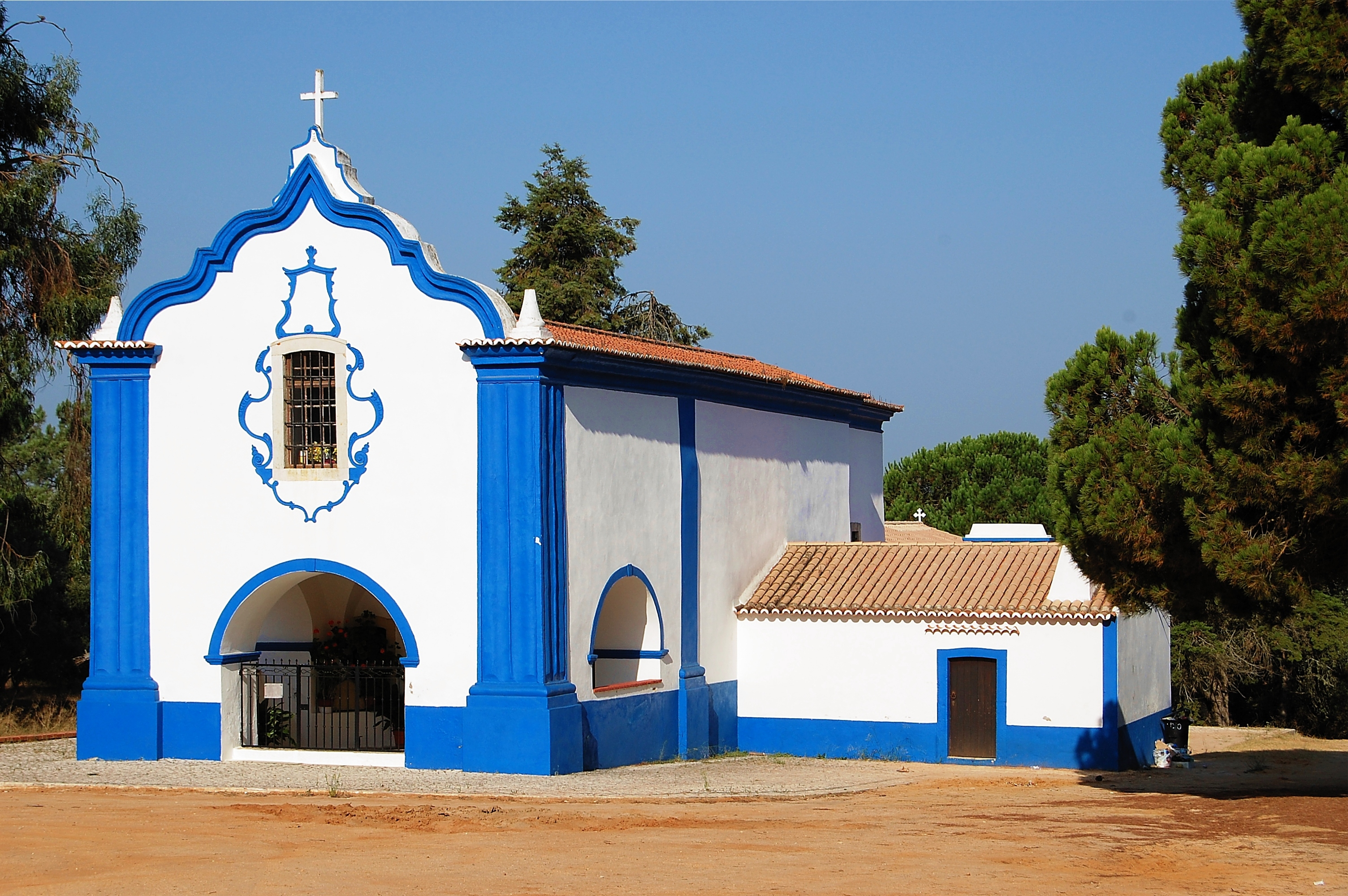
Церква на території громади Санту-Андре
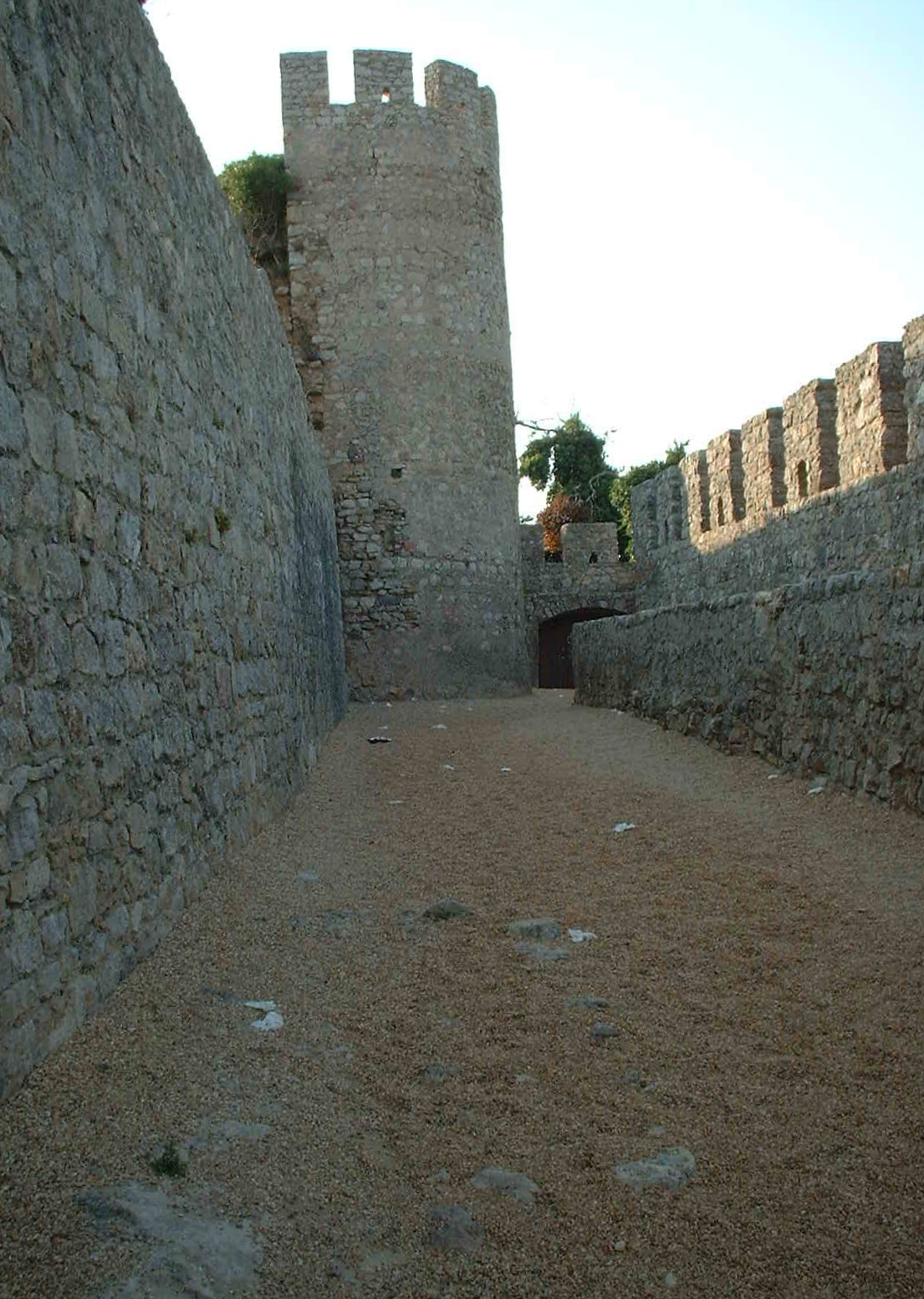
Фортеця
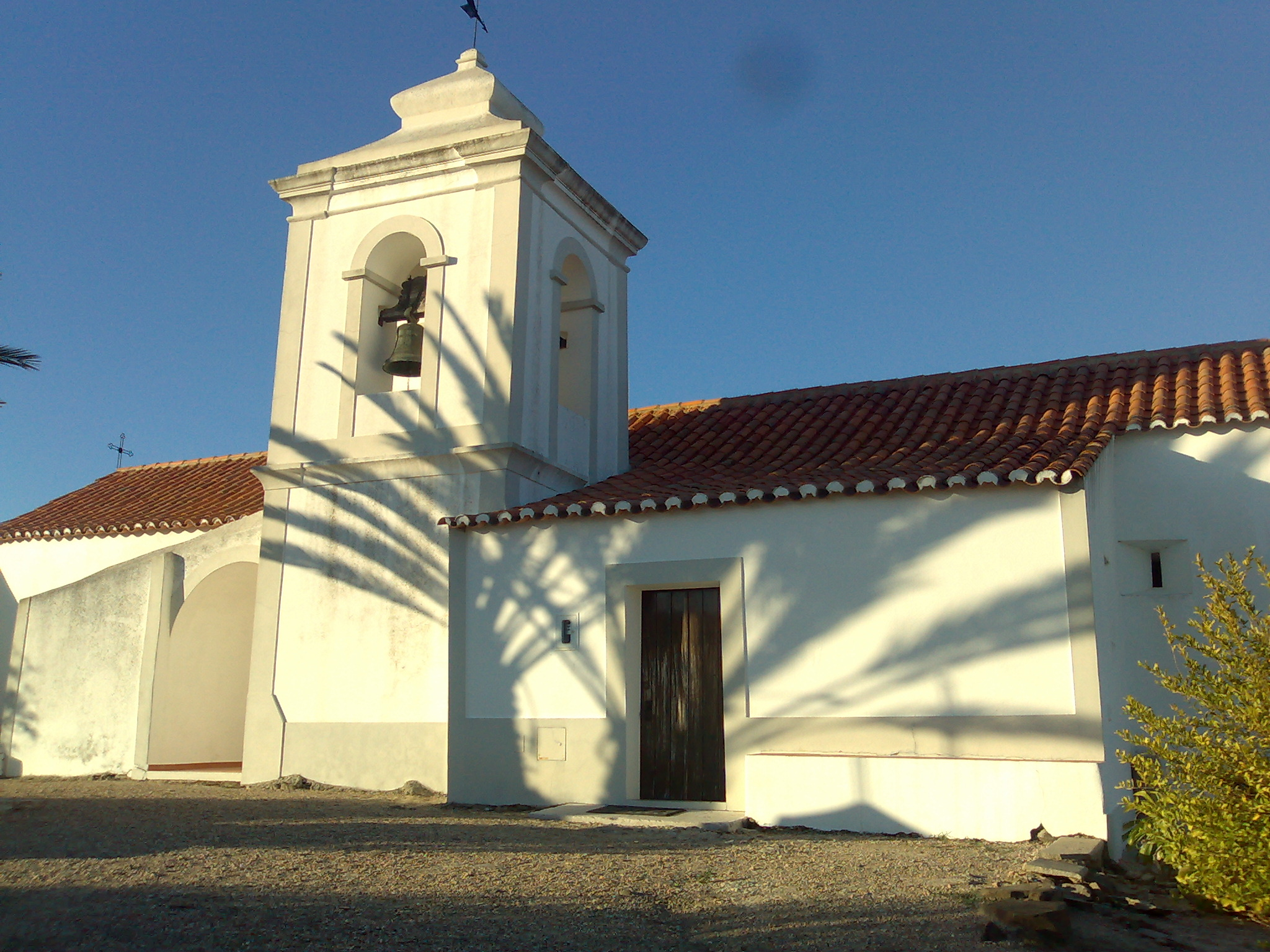
Одна з церков на території району